# Zeus Cervas
Zeus Cervas est un artiste de storyboards et scénariste pour des dessins animés américain.

## Filmographie

### Storyboard
- 2000-2011 : Bob l'éponge (TV)
- 2003 : Dora l'exploratrice (TV)
- 2004 : Bob l'éponge, le film
- 2005 : Les Griffin (TV)
- 2014 : Sanjay et Craig et Clarence (TV)

### Scénariste
- depuis 2005 : Bob l'éponge (TV)
- 2014 : Sanjay et Craig (TV)

### Diverse équipe
- 2003 : Kid Notorious (dessin des personnages) (TV)
- 1999 : Björk: Greatest Hits (chargé d'animation) (compilation)
- 1998-1999 : Michat-Michien (dessin des personnages) (TV)